# Baanderheer

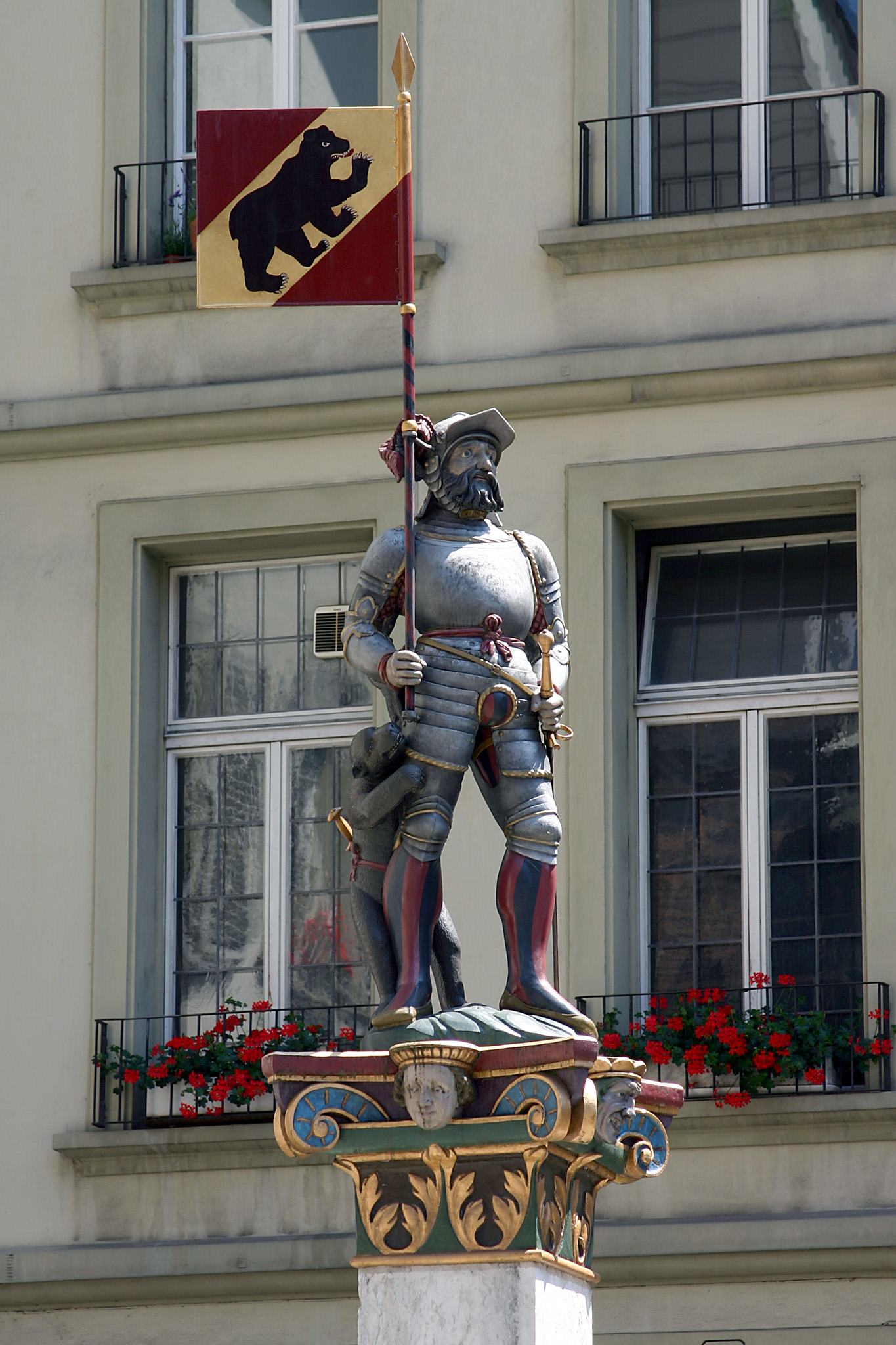
Baanderheerfontein in Bern (CH).

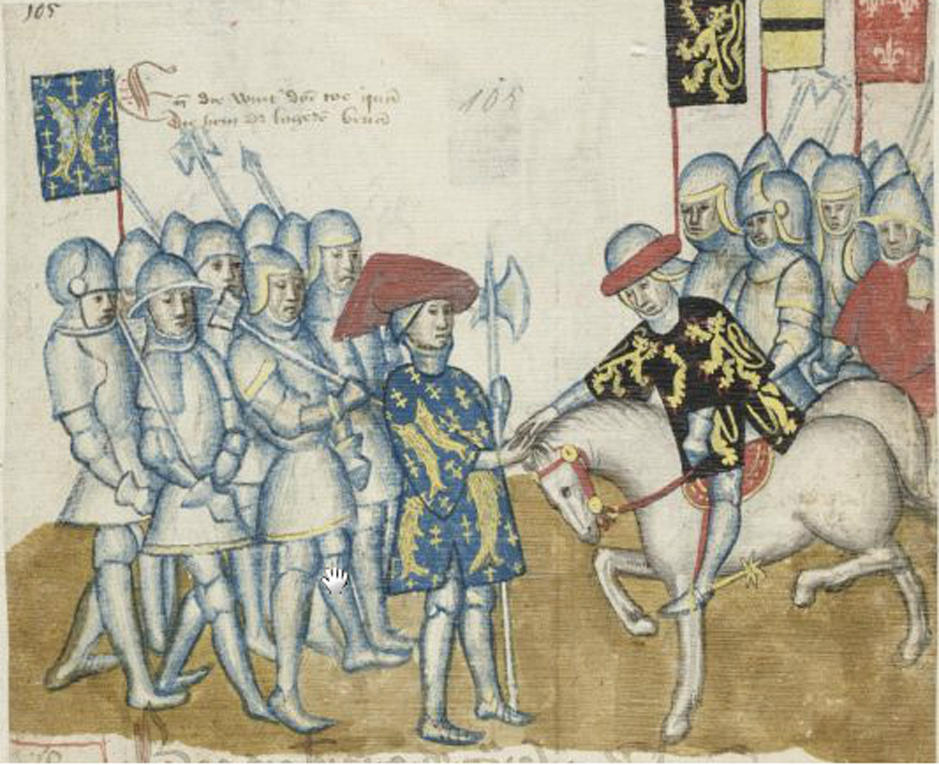
Illustratie geschiedenisboek "Brabantse Yeesten" van Jan van Boenderdale - Bondgenootschap van bannerheer Bar met hertog Jan III van Brabant

Een baanderheer, bannerheer, banierheer of baenrots (Duits: Bannerherr, Engels en Frans: banneret) was een feodaal heer die bij veldslagen van zijn vorst verplicht was met een eigen regiment krijgslieden deel te nemen die hij moest aanvoeren, daarbij werd een banier met het eigen wapen gedragen. In de middeleeuwse ridderlijke hiërarchie betekende het een zwaardere functie en een hogere rang dan de meeste anderen.

## Verplichtingen en rechten
Historici kennen de precieze geschiedenis niet, het begrip "chevalier banneret" duikt in de dertiende eeuw op in Engeland. Rond 1300 dringt de titel Holland binnen, graaf Willem IV van Bronckhorst verheft bijvoorbeeld twee ridders tot bannerheer. Een baanderheer was verplichtingen met zijn vorst aangegaan om in tijden van oorlog met goed geoefende en goed uitgeruste ridders te paard en te voet en met bewapend gewoon voetvolk militaire diensten te verlenen. De Hollandse bannerheren moesten bij oorlog ten minste vijftig gewapende ridders te paard en te voet en knapen leveren en aanvoeren.
In ruil voor deze zware verplichtingen kreeg de baanderheer een groter grondgebied in leen met meer bevoegdheden en rechten dan anderen. Door het afsluiten van leenovereenkomsten met anderen zorgde de bannerheer er voor dat hij de beschikking had over een aantal leenmannen en boeren die aan hèm trouw en militaire bijstand verschuldigd waren in ruil voor bevoegdheden en rechten. Zo was de titel ook in gebruik met betrekking tot het hogere gezag in bestuurlijke zin voor eigenaars van een hoge en vrije heerlijkheid.
Later wilden baanderheren zich door gebruik van de titel onderscheiden van andere edelen. De titel impliceerde dat een baanderheer vanwege zijn oude afkomst een positie boven de normale ridderschap toekwam. Het rechtsgebied van een baanderheer heette een bannerij of bannerheerlijkheid.
In de 16e eeuw werden de baanderheren als eerste edelen in de ridderschap opgeroepen. De oudere aanduiding van baanderheer valt ook samen met de titel van baron. Het grondgebied waarover ze zeggenschap hebben wordt dan dienovereenkomstig baronie genoemd. 

## Krijgspraktijk
Wanneer in de middeleeuwen een gewapend conflict werd uitgevochten door een vorst moesten zijn baanderheren verplicht deelnemen met hun ridders en soldaten als evenzovele regimenten. De schildknaap van de baanderheer droeg op het slagveld een banier. Dit was een stijve vierkante vlag die aan een lans is bevestigd. Het aantal mannen dat de baanderheren voor het leger van hun leenheer meebrachten was aanzienlijk groter dan dat van lagere heren die een driehoekige banier gebruikten. Veel wehrbauer sloten zich aan bij baanderheren omdat deze de mogelijkheid boden om zonder andere leenverplichtingen dan de militaire dienst in de buit te delen.

## Ridderschap en regeren
In een van de Ridderschappen in de Nederlanden hadden de baanderheren een eigen formele positie. In Gelre en het latere Gelderland, oorspronkelijk een lappendeken van feodale gebieden en territoria, waren er tot aan de regering van keizer Karel V vier kwartieren met de Ridderschap van Veluwe, de Ridderschap van Nijmegen, de Ridderschap van Roermond en de Ridderschap van Zutphen.
In de vijftiende eeuw mag de ridderschap zich vertegenwoordigen in de Staten Generaal, door gebruik te maken van de titel willen de bannerheren zich onderscheiden van andere stemgerechtigde edelen. De titel impliceert een belangrijkere positie dan de normale ridderschap toekomt. De bannerheren vormen het eerste lid van de standen of de statenvergadering van het Kwartier van Zutphen. Het tweede lid wordt gevormd door de overige edelen en het derde lid door de stemhebbende steden Zutphen, Doesburg, Doetinchem, Lochem en Groenlo. De Gelderse baanderheren die het derde lid van de Statenvergadering waren vormden een eigen college. In Gelderland beschikte de ridderschap na 1584 over één lid met één stem in de Statenvergadering.
Het graafschap Zutphen kende vier bannerijen: de Bannerij van 's-Heerenberg, de Bannerij van Bahr en Lathum, de Bannerij van Wisch en de Bannerij van Bronckhorst. Over deze bannerheren noteerde in 1650 geschiedschrijver Arend van Slichtenhorst heen oude zegswijze: Bergh de ryxte, Bronckhorst de adelyxte, Baer de oudste, Wisch de stoutste.
In Holland waren de heren van Wassenaer bekende baanderheren. Zo ook de heren van Arkel, Brederode en Egmond, wat ook blijkt uit een vergelijkbaar rijmpje: Brederode de edelste, Wassenaar de oudste, Egmond de rijkste, Arkel de boudste.